# Lijst van voetbalinterlands Kenia - Soedan
Deze lijst van voetbalinterlands is een overzicht van alle officiële voetbalwedstrijden tussen de nationale teams van Kenia en Soedan. De landen hebben tot op heden 27 keer tegen elkaar gespeeld. De eerste wedstrijd, een kwalificatiewedstrijd voor de Afrika Cup 1965, vond plaats op 7 april 1965 in Khartoem. Het laatste duel, een groepswedstrijd tijdens de CECAFA Cup 2019, werd gespeeld in Kampala (Oeganda) op 10 december 2019.

## Wedstrijden
| №  | Plaats        | Datum             | Competitie                   | Wedstrijd      | Uitslag |
| -- | ------------- | ----------------- | ---------------------------- | -------------- | ------- |
| 1  | Khartoem      | 7 april 1965      | Afrika Cup 1965 kwalificatie | Soedan − Kenia | 4 − 2   |
| 2  | Addis Abeba   | 8 januari 1969    | Vriendschappelijk            | Soedan − Kenia | 1 − 0   |
| 3  | Nairobi       | 16 juli 1972      | WK 1974 kwalificatie         | Kenia − Soedan | 2 − 0   |
| 4  | Khartoem      | 23 juli 1972      | WK 1974 kwalificatie         | Soedan − Kenia | 1 − 0   |
| 5  | Khartoem      | 14 september 1975 | Afrika Cup 1976 kwalificatie | Soedan − Kenia | 1 − 0   |
| 6  | Nairobi       | 28 september 1975 | Afrika Cup 1976 kwalificatie | Kenia − Soedan | 0 − 2   |
| 7  | Kampala       | 14 november 1982  | CECAFA Cup 1982              | Kenia − Soedan | 2 − 0   |
| 8  | Nairobi       | 21 november 1983  | CECAFA Cup 1983              | Kenia − Soedan | 1 − 0   |
| 9  | Khartoem      | 7 april 1989      | Afrika Cup 1990 kwalificatie | Soedan − Kenia | 1 − 0   |
| 10 | Nairobi       | 23 april 1989     | Afrika Cup 1990 kwalificatie | Kenia − Soedan | 1 − 0   |
| 11 | Zanzibar      | 12 december 1990  | CECAFA Cup 1990              | Soedan − Kenia | 2 − 1   |
| 12 | Khartoem      | 14 april 1991     | Afrika Cup 1992 kwalificatie | Soedan − Kenia | 1 − 0   |
| 13 | Nairobi       | 27 juli 1991      | Afrika Cup 1992 kwalificatie | Kenia − Soedan | 2 − 1   |
| 14 | Khartoem      | 29 november 1996  | CECAFA Cup 1996              | Soedan − Kenia | 1 − 1   |
| 15 | Kigali        | 1 augustus 1999   | CECAFA Cup 1999              | Kenia − Soedan | 3 − 0   |
| 16 | Arusha        | 9 december 2002   | CECAFA Cup 2002              | Soedan − Kenia | 0 − 1   |
| 17 | Khartoem      | 24 mei 2003       | Vriendschappelijk            | Soedan − Kenia | 1 − 1   |
| 18 | Khartoem      | 10 december 2003  | CECAFA Cup 2003              | Soedan − Kenia | 1 − 2   |
| 19 | Addis Abeba   | 12 december 2004  | CECAFA Cup 2004              | Kenia − Soedan | 2 − 2   |
| 20 | Addis Abeba   | 25 december 2004  | CECAFA Cup 2004              | Kenia − Soedan | 1 − 2   |
| 21 | Jinja         | 31 december 2008  | CECAFA Cup 2008              | Kenia − Soedan | 0 − 0   |
| 22 | Caïro         | 5 januari 2011    | Vriendschappelijk            | Kenia − Soedan | 1 − 0   |
| 23 | Nairobi       | 25 juni 2011      | Vriendschappelijk            | Kenia − Soedan | 1 − 2   |
| 24 | Dar es Salaam | 3 december 2011   | CECAFA Cup 2011              | Kenia − Soedan | 0 − 1   |
| 25 | Nairobi       | 12 december 2013  | CECAFA Cup 2013              | Kenia − Soedan | 2 − 0   |
| 26 | Nairobi       | 31 mei 2016       | Vriendschappelijk            | Kenia − Soedan | 1 − 1   |
| 27 | Kampala       | 10 december 2019  | CECAFA Cup 2019              | Soedan − Kenia | 1 − 2   |

## Samenvatting
| Competitie              | Totaal gespeeld | Winst Kenia | Gelijk | Winst Soedan | Doelsaldo Kenia – Soedan |
| ----------------------- | --------------- | ----------- | ------ | ------------ | ------------------------ |
| WK-kwalificatie         | 2               | 1           | 0      | 1            | 2 − 1                    |
| Afrika Cup-kwalificatie | 7               | 2           | 0      | 5            | 5 − 10                   |
| CECAFA Cup              | 13              | 7           | 3      | 3            | 18 − 10                  |
| Vriendschappelijk       | 5               | 1           | 2      | 2            | 4 − 5                    |
| Totaal                  | 27              | 11          | 5      | 11           | 29 − 26                  |

KFF · Selecties · Keniaans vrouwenelftal
1926 – 1939 · 
1940 – 1949 · 
1950 – 1959 · 
1960 – 1969 · 
1970 – 1979 · 
1980 – 1989 · 
1990 – 1999 · 
2000 – 2009 · 
2010 – 2019 ·
2020 − 2029
Algerije ·
Angola ·
Australië ·
Bahrein ·
Botswana ·
Burkina Faso ·
Burundi ·
Centraal-Afrikaanse Republiek ·
China ·
Comoren ·
Congo-Brazzaville ·
Congo-Kinshasa ·
Djibouti ·
Egypte ·
Equatoriaal-Guinea ·
Eritrea ·
Ethiopië ·
Gabon ·
Gambia ·
Ghana ·
Guinee ·
Guinee-Bissau ·
India ·
Indonesië ·
Irak ·
Iran ·
Ivoorkust ·
Jemen ·
Jordanië ·
Kaapverdië ·
Kameroen ·
Koeweit ·
Lesotho ·
Liberia ·
Libië ·
Madagaskar ·
Malawi ·
Maleisië ·
Mali ·
Marokko ·
Mauritanië ·
Mauritius ·
Mozambique ·
Namibië ·
Nieuw-Zeeland ·
Nigeria ·
Oeganda ·
Oman ·
Pakistan ·
Qatar ·
Rusland ·
Rwanda ·
Senegal ·
Seychellen ·
Sierra Leone ·
Soedan ·
Somalië ·
Swaziland ·
Taiwan ·
Tanzania ·
Thailand ·
Togo ·
Trinidad en Tobago ·
Tunesië ·
Verenigde Arabische Emiraten ·
Zambia ·
Zimbabwe ·
Zuid-Afrika ·
Zuid-Korea ·
Zuid-Soedan ·
Zwitserland
SFA ·
Bondscoaches ·
Topscorers ·
Soedanees vrouwenelftal
1956 · 
1957 · 
1958 · 
1959 · 
1960 · 
1961 · 
1962 · 
1963 · 
1964 · 
1965 · 
1966 · 
1967 · 
1968 · 
1969 · 
1970 · 
1971 · 
1972 · 
1973 · 
1974 · 
1975 · 
1976 · 
1977 · 
1978 · 
1979 · 
1980 · 
1981 · 
1982 · 
1983 · 
1984 · 
1985 · 
1986 · 
1987 · 
1988 · 
1989 · 
1990 · 
1991 · 
1992 · 
1993 · 
1994 · 
1995 · 
1996 · 
1997 · 
1998 · 
1999 · 
2000 · 
2001 · 
2002 · 
2003 · 
2004 · 
2005 · 
2006 · 
2007 · 
2008 · 
2009 · 
2010 · 
2011 · 
2012 · 
2013 · 
2014 ·
2015 ·
2016 ·
2017 ·
2018 ·
2019 ·
2020 ·
2021
Algerije ·
Angola ·
Bahrein ·
Bangladesh ·
Benin ·
Burkina Faso ·
Burundi ·
Centraal-Afrikaanse Republiek ·
China ·
Congo-Brazzaville ·
Congo-Kinshasa ·
Djibouti ·
Egypte ·
Equatoriaal-Guinea ·
Eritrea ·
Ethiopië ·
Gabon ·
Ghana ·
Guinee ·
Guinee-Bissau ·
Irak ·
Ivoorkust ·
Jemen ·
Jordanië ·
Kameroen ·
Kenia ·
Koeweit ·
Lesotho ·
Libanon ·
Liberia ·
Libië ·
Madagaskar ·
Malawi ·
Mali ·
Marokko ·
Mauritanië ·
Mauritius ·
Mozambique ·
Nieuw-Zeeland ·
Niger ·
Nigeria ·
Oeganda ·
Oman ·
Palestina ·
Qatar ·
Rwanda ·
Saoedi-Arabië ·
Sao Tomé en Principe ·
Senegal ·
Seychellen ·
Sierra Leone ·
Somalië ·
Sri Lanka ·
Swaziland ·
Syrië ·
Tanzania ·
Togo ·
Tsjaad ·
Tunesië ·
Verenigde Arabische Emiraten ·
Zambia ·
Zimbabwe ·
Zuid-Afrika ·
Zuid-Korea ·
Zuid-Soedan